# 瓦滕贝格 (柏林)
瓦滕贝格（德語：Wartenberg，德語：[ˈvaʁtn̩ˌbɛʁk] ⓘ）是德国柏林利希滕贝格区的下属区。